# Women’s Cricket World Cup 2005
Der Women’s Cricket World Cup 2005 war der achte Cricket World Cup der Frauen, der im One-Day-Format über 50 Over ausgetragen wurde. Er wurde vom 22. März bis zum 10. April 2005 in Südafrika ausgetragen. Durchsetzen konnte sich die Mannschaft aus Australien, die im Finale Indien mit 98 Runs besiegte.

## Teilnehmer
Es nahmen acht Nationalmannschaften teil:
| - Australien - England - Indien - Irland | - Neuseeland - Sri Lanka - Südafrika - West Indies |

## Austragungsorte
Das Turnier wurde in mehreren Stadien über Südafrika verteilt ausgetragen.

## Format
Die acht Teams spielten in der Vorrunde jeweils einmal gegen jedes andere Team in einem Round-Robin-Format. Die vier Gruppenersten qualifizierten sich für das Halbfinale, deren Sieger anschließend das Finale austrugen.

## Ergebnisse

### Vorrunde
Tabelle
| Super Six   | Sp. | S | N | NR | P  | NRR    |
| ----------- | --- | - | - | -- | -- | ------ |
| Australien  | 7   | 5 | 0 | 2  | 12 | +2.041 |
| Indien      | 7   | 4 | 1 | 2  | 10 | +1.059 |
| Neuseeland  | 7   | 4 | 1 | 2  | 10 | +0.872 |
| England     | 7   | 3 | 2 | 2  | 8  | +1.493 |
| West Indies | 7   | 2 | 3 | 2  | 6  | −0.221 |
| Sri Lanka   | 7   | 1 | 4 | 2  | 4  | −1.930 |
| Südafrika   | 7   | 1 | 4 | 2  | 4  | −1.930 |
| Irland      | 7   | 0 | 5 | 2  | 2  | −1.065 |

Spiele
| 22. März Scorecard | Pretoria (TO) | England 169-7 (50) | – | Australien |
|                    |               | No Result          |   |            |

England gewann den Münzwurf und entschied sich als Schlagmannschaft zu beginnen.
| 22. März Scorecard | Pretoria (LO) | Sri Lanka 116 (46.5) | – | Indien 4-0 (2) |
|                    |               | No Result            |   |                |

Sri Lanka gewann den Münzwurf und entschied sich als Schlagmannschaft zu beginnen.
| 22. März Scorecard | Centurion | Südafrika 204-7 (48) | – | Irland |
|                    |           | No Result            |   |        |

Irland gewann den Münzwurf und entschied sich als Feldmannschaft zu beginnen.
| 22. März Scorecard | Pretoria (H) | Neuseeland 178-8 (50) | – | West Indies 18-2 (3.4) |
|                    |              | No Result             |   |                        |

Die West Indies gewannen den Münzwurf und entschieden sich als Schlagmannschaft zu beginnen.
| 24. März Scorecard | Pretoria (TCO) | Australien 174-7 (50)          | – | Neuseeland 142 (49.3) |
|                    |                | Australien gewinnt mit 32 Runs |   |                       |

Australien gewann den Münzwurf und entschied sich als Schlagmannschaft zu beginnen. Als Spielerin des Spiels wurde Karen Rolton ausgezeichnet.
| 24. März Scorecard | Pretoria (H) | England 284-4 (50)           | – | Sri Lanka 70 (36) |
|                    |              | England gewinnt mit 214 Runs |   |                   |

England gewann den Münzwurf und entschied sich als Schlagmannschaft zu beginnen. Als Spielerin des Spiels wurde Claire Taylor ausgezeichnet.
| 24. März | Pretoria (H) | Irland 65                    | – | Indien 68-1 (17.2) |
|          |              | Indien gewinnt mit 9 Wickets |   |                    |

Irland gewann den Münzwurf und entschied sich als Schlagmannschaft zu beginnen. Als Spielerin des Spiels wurde Amita Sharma ausgezeichnet.
| 24. März Scorecard | Pretoria (LO) | Südafrika 169 (49)          | – | West Indies 168 (49.4) |
|                    |               | Südafrika gewinnt mit 1 Run |   |                        |

Südafrika gewann den Münzwurf und entschied sich als Schlagmannschaft zu beginnen. Als Spielerin des Spiels wurde Cri-zelda Brits ausgezeichnet.
| 26. März Scorecard | Rustenburg | Australien 230 (49.2)          | – | West Indies 151 (48.3) |
|                    |            | Australien gewinnt mit 79 Runs |   |                        |

Australien gewann den Münzwurf und entschied sich als Schlagmannschaft zu beginnen. Als Spielerin des Spiels wurde Karen Rolton ausgezeichnet.
| 26. März Scorecard | Pretoria (ECG) | England 221-6 (50)           | – | Irland 93-8 (50) |
|                    |                | England gewinnt mit 128 Runs |   |                  |

England gewann den Münzwurf und entschied sich als Schlagmannschaft zu beginnen. Als Spielerin des Spiels wurde Clare Connor ausgezeichnet.
| 26. März Scorecard | Pretoria (TO) | Südafrika 80 (34.3)          | – | Indien 81-6 (25.5) |
|                    |               | Indien gewinnt mit 4 Wickets |   |                    |

Südafrika gewann den Münzwurf und entschied sich als Schlagmannschaft zu beginnen. Als Spielerin des Spiels wurde Deepa Marathe ausgezeichnet.
| 26. März Scorecard | Pretoria (H) | Sri Lanka 58 (34.3)              | – | Neuseeland 59-3 (18.4) |
|                    |              | Neuseeland gewinnt mit 7 Wickets |   |                        |

Neuseeland gewann den Münzwurf und entschied sich als Feldmannschaft zu beginnen. Als Spielerin des Spiels wurde Rebecca Rolls ausgezeichnet.
| 28. März Scorecard | Pretoria (TCO) | Australien 256-5 (50)          | – | Südafrika 159-9 (49.0) |
|                    |                | Austsalien gewinnt mit 97 Runs |   |                        |

Südafrika gewann den Münzwurf und entschied sich als Feldmannschaft zu beginnen. Als Spielerin des Spiels wurde Lisa Keighley ausgezeichnet.
| 28. März Scorecard | Pretoria (LO) | England 139-5 (49.3)         | – | Indien 141-3 (45.5) |
|                    |               | Indien gewinnt mit 7 Wickets |   |                     |

England gewann den Münzwurf und entschied sich als Schlagmannschaft zu beginnen. Als Spielerin des Spiels wurde Anjum Chopra ausgezeichnet.
| 28. März Scorecard | Pretoria (H) | Irland 91 (49.0)                 | – | Neuseeland 95.1-1 (18.2) |
|                    |              | Neuseeland gewinnt mit 9 Wickets |   |                          |

Neuseeland gewann den Münzwurf und entschied sich als Feldmannschaft zu beginnen. Als Spielerin des Spiels wurde Aimee Mason ausgezeichnet.
| 28. März Scorecard | Benoni | Sri Lanka 152 (48.1)              | – | West Indies 156-2 (39.2) |
|                    |        | West Indies gewinnt mit 8 Wickets |   |                          |

Neuseeland gewann den Münzwurf und entschied sich als Feldmannschaft zu beginnen. Als Spielerin des Spiels wurde Rebecca Rolls ausgezeichnet.
| 30. März Scorecard | Pretoria (TCO) | Sri Lanka 57 (38.2)              | – | Australien 58-2 (16.4) |
|                    |                | Australien gewinnt mit 8 Wickets |   |                        |

Australien gewann den Münzwurf und entschied sich als Feldmannschaft zu beginnen. Als Spielerin des Spiels wurde Shelley Nitschke ausgezeichnet.
| 30. März Scorecard | Pretoria (H) | Südafrika 174-6 (50)          | – | England 180-2 (39.2) |
|                    |              | England gewinnt mit 8 Wickets |   |                      |

England gewann den Münzwurf und entschied sich als Feldmannschaft zu beginnen. Als Spielerin des Spiels wurde Charlotte Edwards ausgezeichnet.
| 30. März Scorecard | Pretoria (TO) | Neuseeland 184-9 (50)          | – | Indien 168-9 (50) |
|                    |               | Neuseeland gewinnt mit 16 Runs |   |                   |

Indien gewann den Münzwurf und entschied sich als Feldmannschaft zu beginnen. Als Spielerin des Spiels wurde Louise Milliken ausgezeichnet.
| 30. März Scorecard | Pretoria (LO) | Irland 159-6 (50)                 | – | West Indies 163-2 (36.3) |
|                    |               | West Indies gewinnt mit 8 Wickets |   |                          |

Die West Indies gewannen den Münzwurf und entschieden sich als Feldmannschaft zu beginnen. Als Spielerin des Spiels wurde Juliana Nero ausgezeichnet.
| 1. April Scorecard | Pretoria (ECG) | Irland 66-8 (50)                  | – | Australien 68-0 (14.0) |
|                    |                | Australien gewinnt mit 10 Wickets |   |                        |

Irland gewann den Münzwurf und entschied sich als Schlagmannschaft zu beginnen. Als Spielerin des Spiels wurde Cathryn Fitzpatrick ausgezeichnet.
| 1. April Scorecard | Pretoria (TCO) | England 179-6 (50)               | – | Neuseeland 180-5 (48.5) |
|                    |                | Neuseeland gewinnt mit 5 Wickets |   |                         |

England gewann den Münzwurf und entschied sich als Schlagmannschaft zu beginnen. Als Spielerin des Spiels wurde Haidee Tiffen ausgezeichnet.
| 1. April Scorecard | Pretoria (H) | West Indies 135 (47.4)       | – | Indien 139-2 (33.0) |
|                    |              | Indien gewinnt mit 8 Wickets |   |                     |

Indien gewann den Münzwurf und entschied sich als Feldmannschaft zu beginnen. Als Spielerin des Spiels wurde Jhulan Goswami ausgezeichnet.
| 1. April Scorecard | Pretoria (TO) | Sri Lanka 158 (47.4)          | – | Südafrika 126 (43.4) |
|                    |               | Sri Lanka gewinnt mit 32 Runs |   |                      |

Südafrika gewann den Münzwurf und entschied sich als Feldmannschaft zu beginnen. Als Spielerin des Spiels wurde Hiruka Fernando ausgezeichnet.
| 3. April Scorecard | Potchefstroom | Indien   | – | Australien |
|                    |               | Abgesagt |   |            |

| 3. April Scorecard | Potchefstroom | England  | – | West Indies |
|                    |               | Abgesagt |   |             |

| 3. April Scorecard | Potchefstroom | Irland   | – | Sri Lanka |
|                    |               | Abgesagt |   |           |

| 3. April Scorecard | Potchefstroom | Südafrika | – | Neuseeland |
|                    |               | Abgesagt  |   |            |

### Halbfinale
| 5. April Scorecard | Potchefstroom | England 158 (49.4)               | – | Australien 159-5 (47) |
|                    |               | Australien gewinnt mit 5 Wickets |   |                       |

Australien gewann den Münzwurf und entschied sich als Feldmannschaft zu beginnen. Als Spielerin des Spiels wurde Belinda Clark ausgezeichnet.
| 7. April Scorecard | Potchefstroom | Indien 204-6 (50)          | – | Neuseeland 164 (43.4) |
|                    |               | Indien gewinnt mit 40 Runs |   |                       |

Neuseeland gewann den Münzwurf und entschied sich als Feldmannschaft zu beginnen. Als Spielerin des Spiels wurde Mithali Raj ausgezeichnet.

### Finale
| 10. April Scorecard | Centurion | Australien 215-4 (50)          | – | Indien 117 (46) |
|                     |           | Australien gewinnt mit 98 Runs |   |                 |

Australien gewann den Münzwurf und entschied sich als Schlagmannschaft zu beginnen. Als Spielerin des Spiels wurde Karen Rolton ausgezeichnet.